# ピピン (ヴェルマンドワ伯)
ヴェルマンドワ伯ピピン（フランス語：Pépin, comte de Vermandois, 815年ごろ - 850年以降）は、イタリア王ベルナルドと妃キュネゴンドの間の娘。母キュネゴンドはギレム家の出身と考えられている。

## 生涯
ピピンは834年から840年までヴェルマンドワ伯であったことが知られている。840年、ロタール1世が父ルートヴィヒ1世に対して反乱を起こした際には、ロタール1世側についた。
妻については不明である。歴史家ヴェルナーは、ピピンの息子エルベール1世がニーベルング家の領地を一部継承していることから、ピピンの妻はニーベルング家の出身、特に876年にヴェルマンドワ伯であったテオドリックの娘ではないかと推測している。

## 子女
- ベルナール2世（844年ごろ - 893年以前） - ラン伯
- ピピン3世（846年ごろ - 893年） - サンリス伯、ヴェルマンドワ伯
- エルベール1世（850年ごろ - 900/7年） - ヴェルマンドワ伯
- キュネゴンド